# Temple Grandinová
Mary Temple Grandinová (* 29. srpna 1947 Boston) je americká etoložka a ochránkyně zvířat. Byl jí diagnostikován autismus.
Pochází ze zámožné rodiny, její předkové byli francouzští hugenoti, kteří založili obilnářskou firmu Grandin Farms a jmenuje se po nich město Grandin v Severní Dakotě. Od dětství se vyznačovala nestandardním chováním a byla v péči psychologů, přesto se jí podařilo vystudovat obor péče o domestikovaná zvířata a v roce 1989 získala doktorát na Univerzitě Illinois v Urbana Champaign. Patří k expertkám na živočišnou výrobu v USA a usiluje o etičtější zacházení s dobytkem na jatkách. Vynalezla naháněcí chodbu se zatáčkou, která snižuje u zvířat strach z blížící se smrti.
Ve své publikační a přednáškové činnosti usiluje o destigmatizaci autistů. Již v dospívání si sama vyrobila objímací stroj, který snižoval stres. Podle vlastních slov jako autistka myslí v obrazech a vjemech, což jí umožňuje vcítit se do zvířat.
Vyučuje zemědělskou vědu na Coloradské státní univerzitě. Časopis Time ji v roce 2010 zařadil na svůj seznam stovky nejvlivnějších lidí světa. V roce 2016 se stala členkou Americké akademie umění a věd a o rok později byla uvedena do National Women's Hall of Fame.
V češtině vyšly její knihy Zvířata v překladu: Autistická mysl jako klíč k pochopení chování zvířat a Mozek autisty: Myšlení napříč spektrem.
Oliver Sacks její životní příběh popsal v knize Antropoložka na Marsu. V roce 2010 o ní společnost HBO natočila životopisný televizní film, v němž hrála titulní roli Claire Danesová.